# Jordi Amor
Jordi Amor i Cervera (Barcelona, 1982) és un escriptor català. Llicenciat en humanitats, ha viscut durant més de deu anys a Buenos Aires. En el 2016 va guanyar el Premi Documenta amb la seva primera novel·la El forat, una obra que narra la història d'un noi de trenta anys apàtic i en plena crisi que viu a la Barcelona perifèrica.